# Psilocaulon articulatum
Psilocaulon articulatum là một loài thực vật có hoa trong họ Phiên hạnh. Loài này được (Thunb.) N.E. Br. miêu tả khoa học đầu tiên năm 1926.